# Ichan Qalʼа
Ichan Qalʼа (int. auch Itchan-Kala; usbekisch auch Ichon Qalʼа; zu Deutsch „Innere Festung“) ist der von einer Stadtmauer umgebene historische Stadtkern (Schahrestan) der usbekischen Oasenstadt Xiva. Im Jahr 1990 wurde Ichan Qalʼа von der UNESCO als Weltkulturerbestätte in das UNESCO-Welterbe aufgenommen.

## Hintergrund
Xiva soll schon im Altertum den Karawanen als Raststätte gedient haben und im 6. Jahrhundert bereits von einer Mauer umgeben gewesen sein. Als Stadt erwähnt wird Xiva im 10. Jahrhundert. Durch ihre Lage in der Oasenlandschaft Choresmien südlich des Amudarja am Rande der Wüste Karakum profitierte die Stadt vom Handel und war Umschlagplatz der Karawanen, die durch die Wüste nach Persien zogen oder daher kamen. Während des Mongolensturms wurde die Stadt 1220 von Dschingis Khans Truppen erobert und größtenteils zerstört, zu einer weiteren mongolischen Eroberung der wiederaufgebauten Stadt kam es 1388 durch Timur.
Anfang des 17. Jahrhunderts wurde Xiva anstelle von Gurgandsch die Hauptstadt eines 1511 von einer Seitenlinie der usbekischen Schaibaniden gegründeten Khanats, das seitdem als Khanat Chiwa bezeichnet wurde. 1740 wurde das Xiva von dem persischen Schah Nadir erobert und zerstört und das Khanat Chiwa wurde für kurze Zeit Bestandteil des Perserreiches. 1785 wurde mit dem Wiederaufbau der Stadtmauer begonnen. 1873 wurde das Khanat zum russischen Protektorat, bestand aber formal bis 1920 weiter, als es im russischen Bürgerkrieg durch die Rote Armee besetzt wurde.
Das Stadtbild von Ichan Qalʼа, der historischen Altstadt von Xiwa, ist überwiegend geprägt durch Bauten, die im 18. und 19. Jahrhundert nach der Zerstörung der Stadt durch die Perser errichtet wurden, auch wenn noch einige ältere Bauten existieren. Die etwa rechteckige Altstadt erstreckt sich über eine Fläche von etwa 400 × 720 Meter und ist von einer etwa 2,2 Kilometer langen und etwa 7 bis 8 Meter hohen Mauer umgeben. Auf jeder Seite des Rechtecks führt ein Tor in die Altstadt hinein.

## Eintragung
Ichan Qalʼа wurde 1990 aufgrund eines Beschlusses der 14. Sitzung des World Heritage Committee in die Liste des UNESCO-Welterbes eingetragen. Es war die erste Weltkulturerbestätte in Usbekistan, das damals noch eine Unionsrepublik der Sowjetunion war.
Die Welterbestätte umfasst eine Fläche von 37,5 Hektar. Ihre Grenze folgt im Wesentlichen der Stadtmauer, schließt aber auch einen kleinen Bereich außerhalb der Stadtmauer südöstlich der Medrese Alla Kuli Khan mit dem Komplex Said Scheliker Bei ein.
In der Begründung für die Eintragung heißt es unter anderem:

„Ichan Qalʼа ist der Standort von 51 historischen Großbauten und 250 Wohnhäusern und zeigt bemerkenswerte Arten von architektonischen Ensembles. … Die herausragende Charakteristik von Itchan Kala leitet sich jedoch nicht so sehr von den einzelnen Denkmälern ab, sondern auch von dem unvergleichlichen städtischen Aufbau der Stadt und von der Harmonie, mit der die großen Bauten des 19. und 20. Jahrhunderts in eine traditionelle Struktur integriert wurden.“

Die Eintragung erfolgte aufgrund der Kriterien (iii), (iv) und (v).

„(iii): Mit dem kohärenten und gut erhaltenen urbanen Ensemble der Innenstadt von Xiva gibt Ichan Qalʼа ein außergewöhnliches Zeugnis für die verlorenen Zivilisationen von Choresmien.

(iv): Einige der Denkmäler von Ichan Qalʼа bilden bemerkenswerte und einzigartige Arten architektonischer Ensembles, die nach den alten Traditionen Zentralasiens gebaut wurden und die Entwicklung der islamischen Architektur zwischen dem 14. und dem 19. Jahrhundert veranschaulichen.

(v): Die einheimische Architektur von Xiva mit ihrem traditionellen architektonischen Stil stellt aufgrund ihres Designs und ihrer Konstruktion ein wichtiges Beispiel für menschliche Siedlungen in Zentralasien dar.“

Auch wenn die Eintragung als Weltkulturerbe nicht aufgrund einzelner Gebäude erfolgte, sondern aufgrund des Gesamtbilds der Stadt, werden in der Zusammenfassung des Beschlusses zur Eintragung einige Einzelbauwerke und Bauwerksensembles besonders hervorgehoben.
Darunter befinden sich die Dschuma-Moschee, die im 10. Jahrhundert errichtet und von 1788 bis 1789 neu gebaut wurde, die Ak-Moschee (1675) sowie die Hasanmurod-Qushbegi-Moschee, an Medresen die Medrese Muhammad Rahim Khan, die Medrese Alla Kuli Khan und die Medrese Muhammad Amin Khan, an Mausoleen die Gedenkstätte Pahlawan Mahmud, das Mausoleum Said Ala ad-Din und das Shergʻozixon-Mausoleum, Karawansereien und Märkte sowie zwei Paläste, die zu Beginn des 19. Jahrhunderts von Khan Alla Kuli errichtet wurden.

## Liste von Bauwerken des Welterbes Ichan Qalʼа
Eine unvollständige Liste herausragender Bauwerke:
- Stadtbefestigung Itchan-Kalas, die fast die gesamte Altstadt umschließende Stadtmauer und die vier Stadttore
- Konya Ark, Zitadelle im Westen der Altstadt
- Tasch Hauli, Palast des Khans im Osten
- Gedenkstätte Pahlawan Mahmud mit dem Heiligengrab Pahlawan Mahmunds und der Nekropole der Khane von Chiwa
- Mausoleum Said Ala ad-Din
- Dschuma-Moschee, Freitags- oder Große Moschee im Zentrum
- Ak-Moschee, auch Weiße Mosche im Osten
- Kalta Minor, unvollendetes Minarett mit blauen Keramikfliesen
- Minarett der Dschuma-Moschee
- Minarett Islam Khodja
- verschiedene Medresen
  - Medrese Alla Kuli Khan
  - Medrese Churdshum
  - Medrese Islam Khodja
  - Medrese Kutlug Murad Inak
  - Medrese Muhammad Amin Khan
  - Medrese Muhammad Rahim Khan
- Komplex Said Scheliker Bei vor der Altstadt mit Moschee, Medrese und Minarett
- Badehaus Anush Khan neben der Ak-Moschee
- Tim, Händlerpassage im Osten der Altstadt

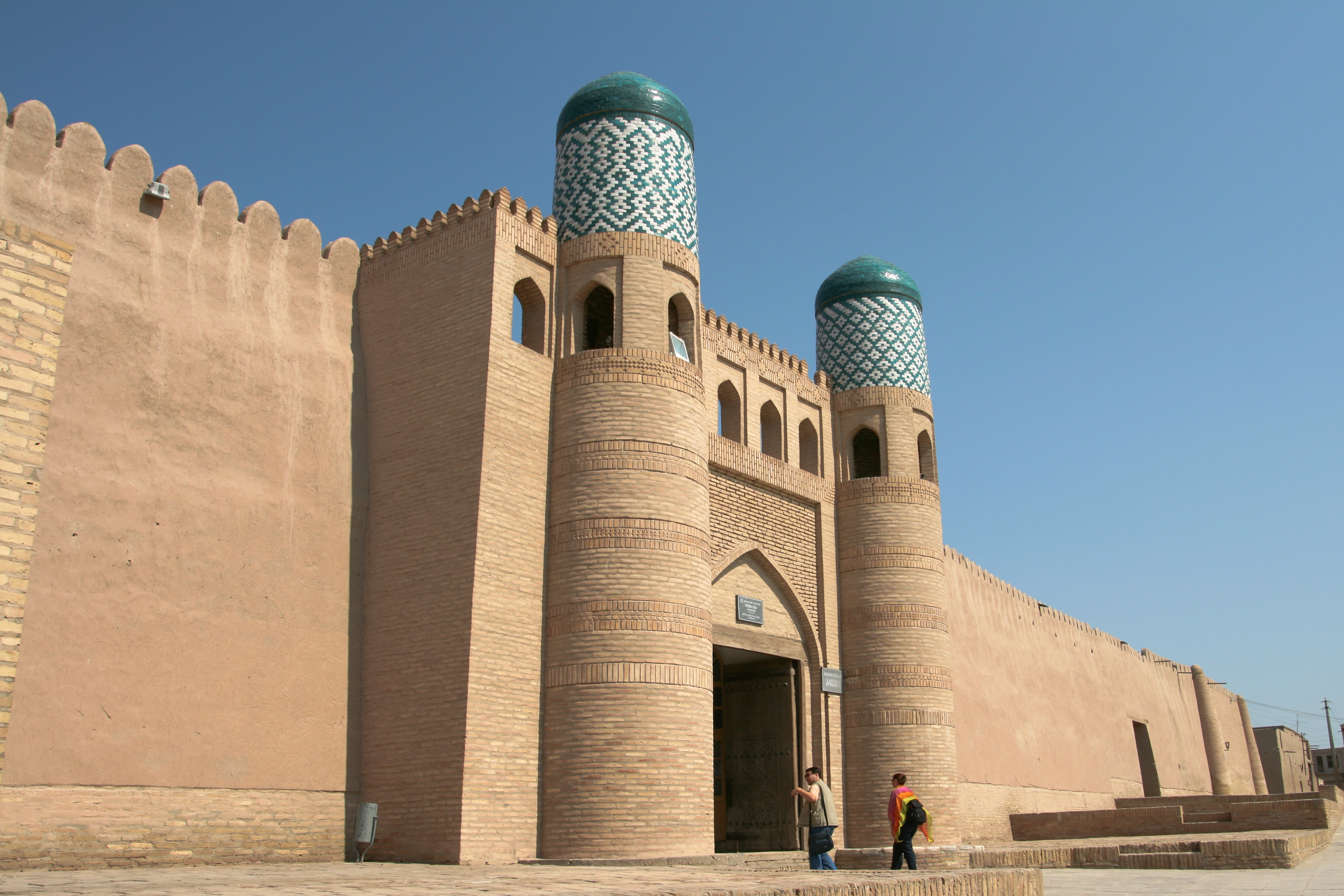
Mauer der Festung Konya Ark mit Tor
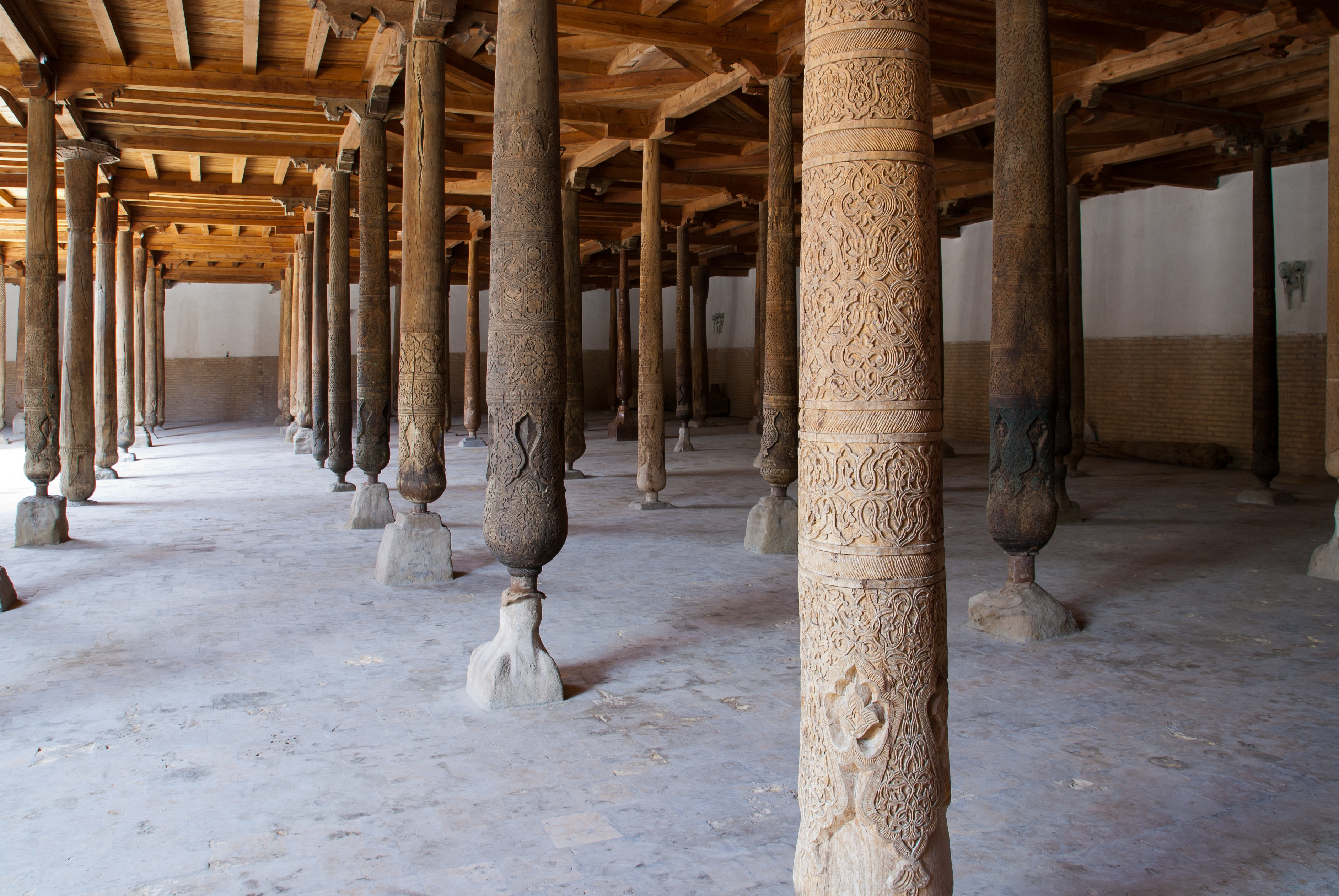
Dschuma-Moschee
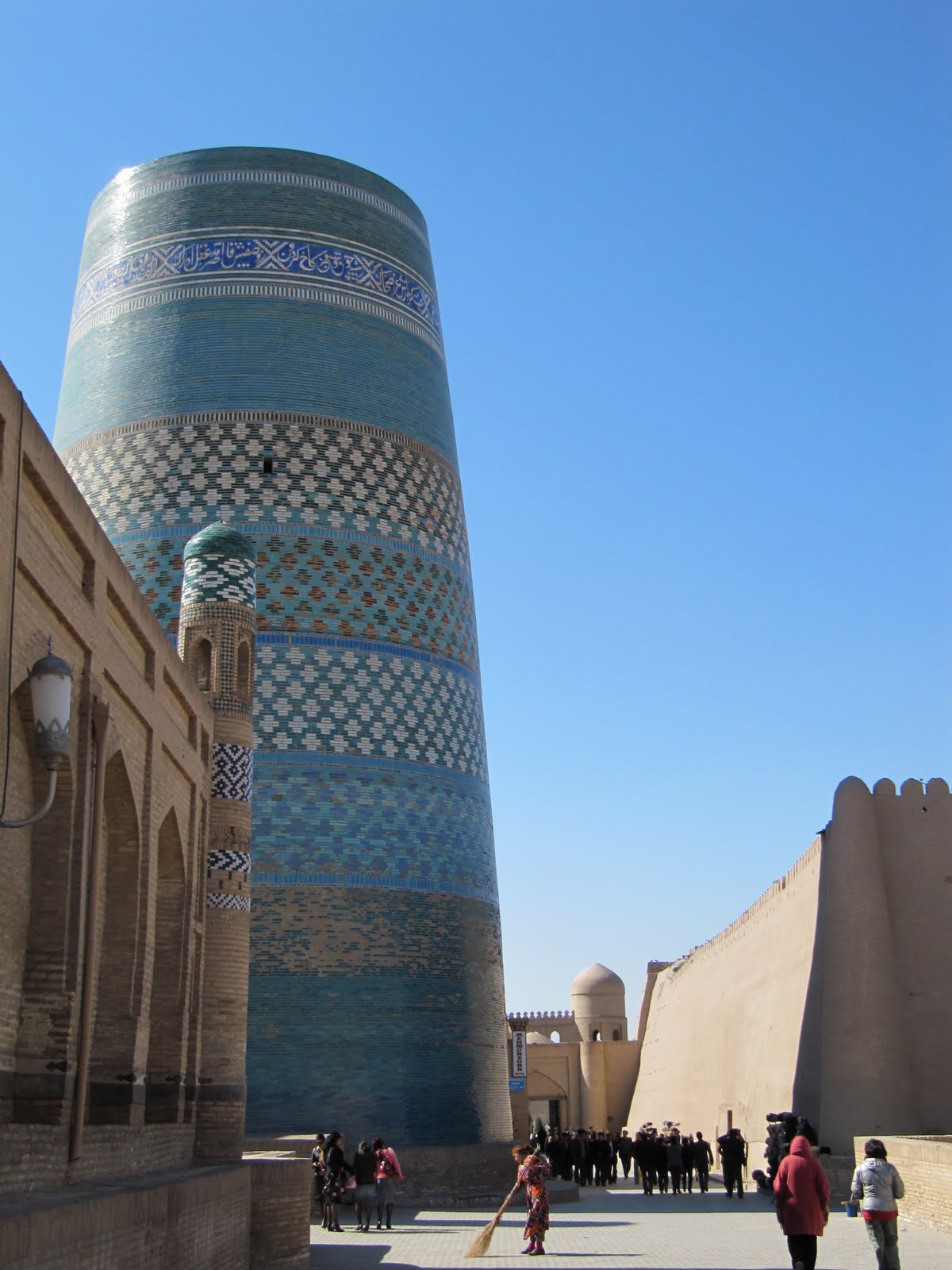
Kalta Minor
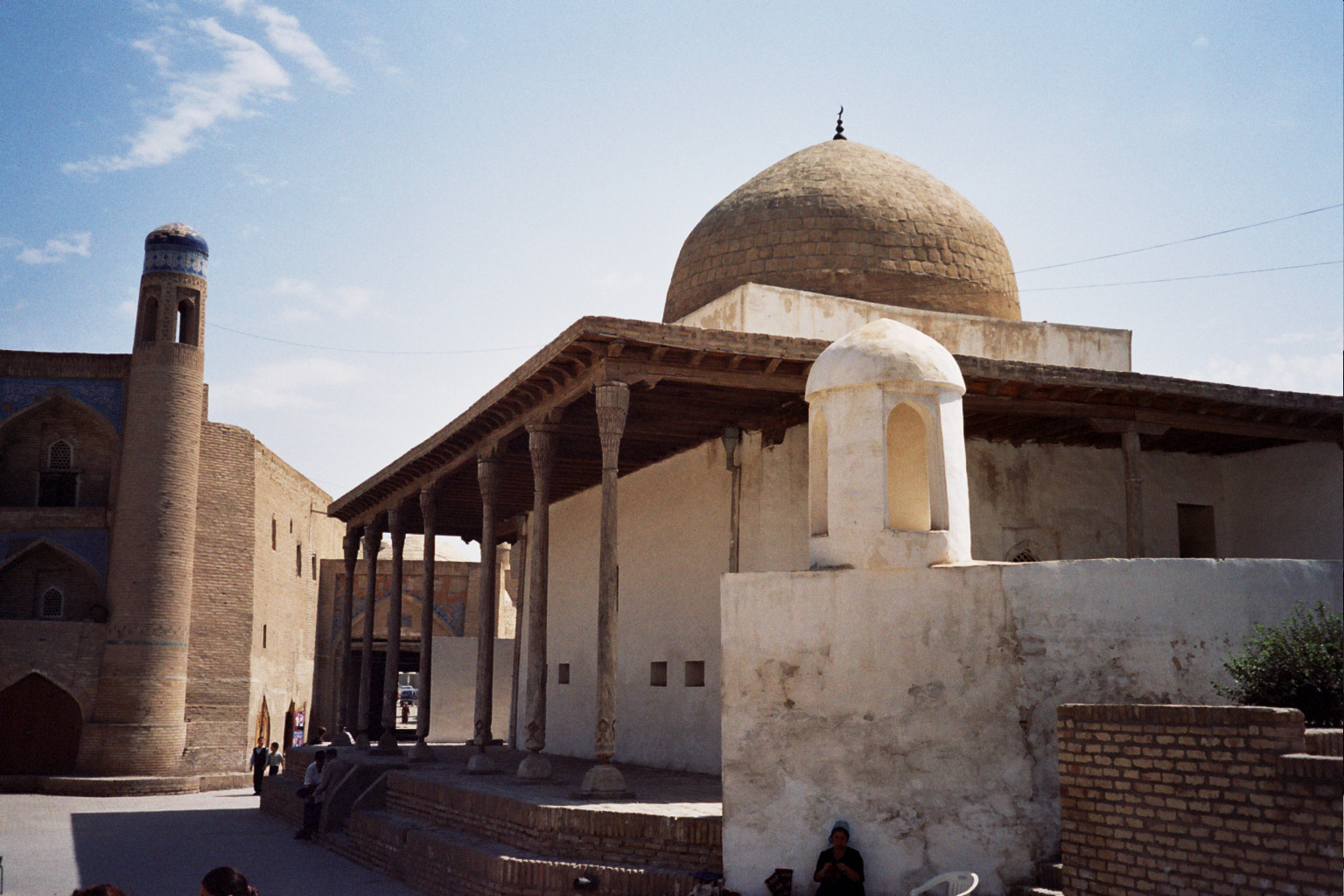
Ak-Moschee
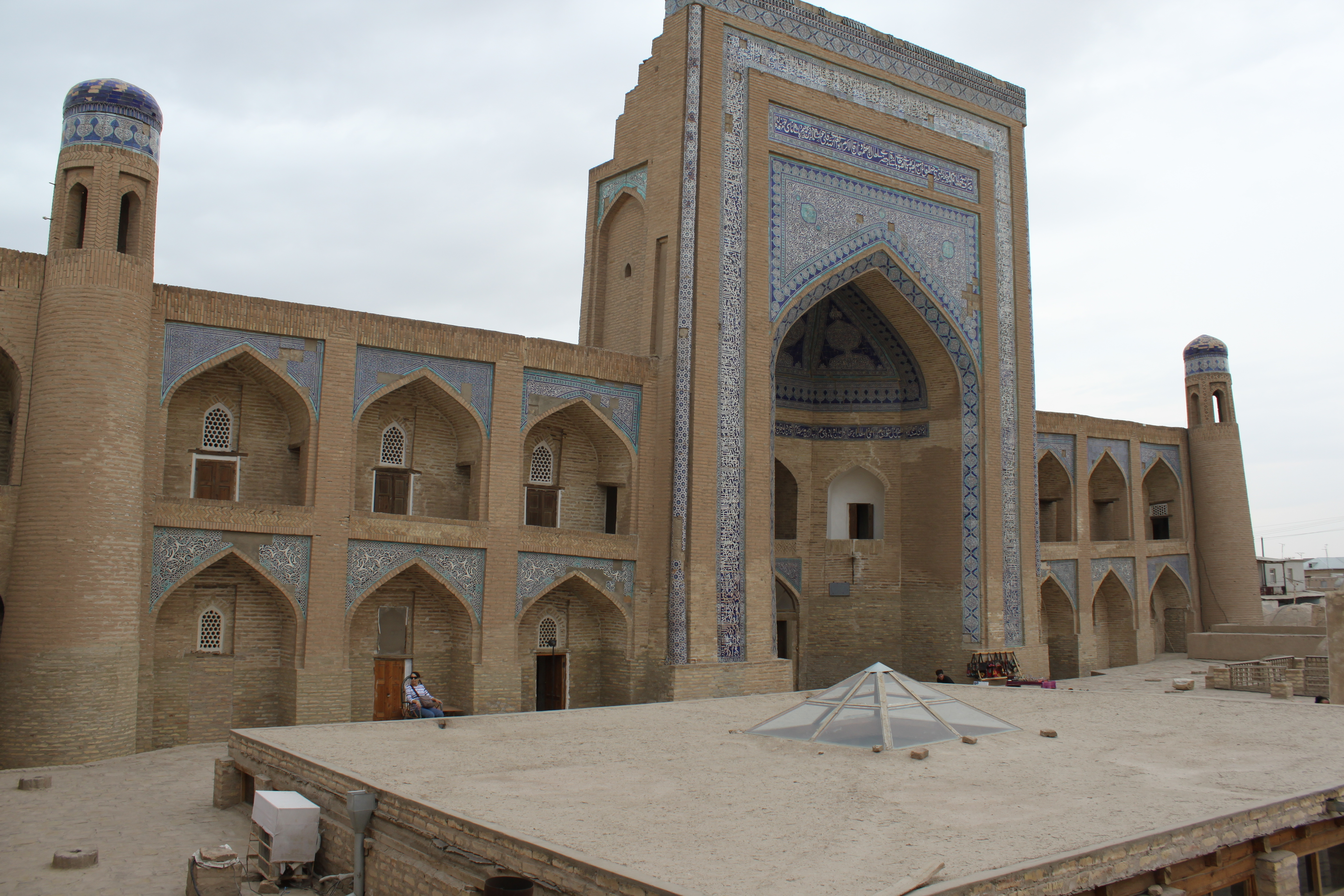
Medrese Alla Kuli Khan
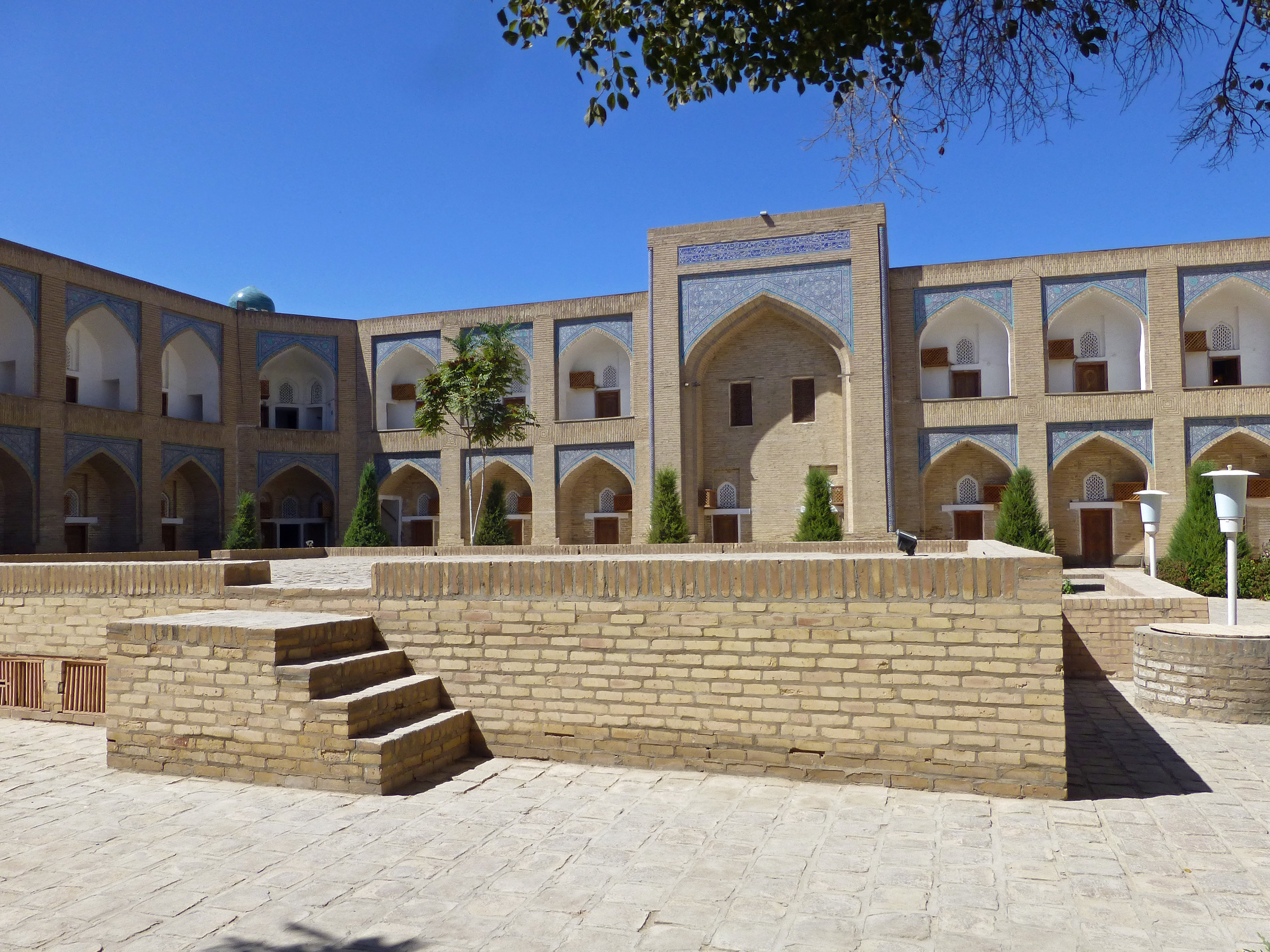
Medrese Muhammad Amin Khan